# Gotcha!
Gotcha! — аркадная видеоигра производства компании Atari inc.
Была создана в 1973 году и стала четвертой игрой компании Atari после Pong, Space Race, и Pong Doubles.
Она была первой аркадной игрой-лабиринтом, но не получила особой популярности.

## Цель игры
Два игрока должны найти выход из лабиринта на противоположной стороне экрана быстрее своего соперника.

## Режимы игры
В игре могут участвовать один или два человека.